# Сильвестр (Лебединський)
Сильвестр (у світі — Петро Іванович Лебединський; 1750, Харківська губернія — 1808), слобода Ровеньки, Острогозького повіту, Воронезької губернії — український філософ та богослов, духовний письменник, єпископ Російської Православної церкви, єпископ Полтавський та Переяславський (в Україні); з титулом архієпископ Астраханський (у Калмикії), ректор Тамбовської духовної семінарії у Мокшанії та Казанської духовної семінарії у Татарстані. Відомий як організатор Полтавської семінарії, відкрив в ній класи філософії та богослов'я.

## Біографія
Петро родом з Гетьманщини. Освіту здобув у Переяславській духовній семінарії та у Києво-Могилянській академії.
Переїжджає на Московщину, де викладає у Тамбовській духовній семінарії, там і прийняв черничий постриг. Згодом — ректор Тамбовської семінарії та архімандрит Тамбовського Спаського монастиря.
У 1794 р. Лебединського переведено до Казанського Свіязького Богородицького монастиря, у цьому ж році розпочав викладати курс богослов'я у Казанській семінарії, ректором якої став 1797 р.
1799 р. — єпископ Малоросійський, з 1803, після незаконного виділення Переяславської єпархії зі складу Київської митрополії, Лебединського призначено першим єпископом Полтавським і Переяславським Відомства православного сповідання Російської імперії.
1803—1807 рр. — перший єпископ Полтавський і Переяславський.
1807 р. був призначений архієпископом Астраханським у Калмикії.
1808 р. одержав в управління Глухівський Петро-Павлівський монастир, але на шляху до нього захворів і помер у слободі Ровеньки, Острозького повіту Воронезької губернії, на історичній території Слобідської України.

## Творчість
Визначний знавець святого Письма і духовний письменник. Праці латинською і російською мовами: «Compedium theological dogmatical» (1799 та 1805), «Нетленная пища» (1794, 1799 та 1843), «Приточник евангельский» (1796, 1808, 1822 та 1894).
У його працях багато уваги приділяється православному вихованню особистості, яке тісно пов'язане із моральним. Моральний елемент людини є досить важливим і суттєвим у релігійному, загальнолюдському розвитку особистості. Особа, яка засвоїла основи християнської моральності, буде підготовленою до застосування своїх знань відповідно до умов свого власного життя.
Для досягнення моральної досконалості людина повинна засвоїти моральноповчальні уроки зі Св. Письма, приклади із життя Спасителя, святих отців та мучеників. Важливого значення має поведінка батьків, які мають бути прикладом для своїх дітей.